# Nada Mais Além
Nada Mais Além é o segundo e último álbum de estúdio da banda de rock Aeroilis, lançado em abril de 2010 de forma independente, no site oficial do grupo em download digital grátis.
O projeto começou a ser desenvolvido ainda em 2006, mas passou por vários atrasos de lançamento até a banda decidir lançá-lo de forma própria. O projeto manteve a influência post-britpop de seu trabalho inicial, mas conteve mais teclados do que o registro antecessor, com a influência de bandas como Keane.
A capa do trabalho foi produzida por Preto Murara. A masterização de Nada Mais Além foi feita por Lampadinha, no estúdio Midas em São Paulo.

## Gravação
O disco foi gravado no home estúdio do cantor e vocalista Raphael Campos, que cuidou dos arranjos e da produção musical do trabalho, enquanto Arvid Auras, o baterista, assinou a maior parte das faixas. Sobre o lançamento online, o grupo disse: "Já que estávamos com o CD pronto para ser lançado e como também estava difícil encontrar uma distribuidora que se enquadrasse com o nosso perfil, resolvemos dar um presente a todos que curtem o Aeroilis liberando o álbum gratuitamente e com isso também esperando uma divulgação muito maior de nossas músicas, fazendo com que pessoas que nunca tiveram acesso ao nosso primeiro CD físico possam nos conhecer através deste segundo material via web. Muitas bandas tem feito algo parecido, principalmente fora do Brasil e isso acaba servindo como um ótimo trabalho de marketing para a banda." As canções "Cega Inocência" e "Passos Lentos" foram os destaques do trabalho, principalmente esta última.

## Lançamento e recepção
| Críticas profissionais | Críticas profissionais |
| Avaliações da crítica  | Avaliações da crítica  |
| Fonte                  | Avaliação              |
| ---------------------- | ---------------------- |
| Super Gospel           | (favorável)            |
| O Propagador           | [ 5 ]                  |

Nada Mais Além recebeu avaliações favoráveis da mídia especializada. O guia discográfico do O Propagador classificou o álbum como "experimental" e um fechamento adequado de discografia. Para o Super Gospel, "a influência de Keane pesou mais que Travis no som da Aeroilis", e também afirmou que o projeto se dá bem com letras sobre angústia e depressão.
Em 2019, foi eleito pelo Super Gospel o 27º melhor álbum da década de 2010.

## Faixas
A seguir lista-se as faixas, compositores e durações de cada canção de Nada Mais Além, segundo o encarte do disco.
| N.º            | Título              | Compositor(es) | Duração |  |
| 1.             | "Cega Inocência"    | Arvid Auras    | 4:41    |  |
| 2.             | "Não Importa Mais"  | Raphael Campos | 4:58    |  |
| 3.             | "Passos Lentos"     | Arvid Auras    | 4:56    |  |
| 4.             | "Seguirei"          | Alan Wenning   | 3:33    |  |
| 5.             | "És"                | Raphael Campos | 3:53    |  |
| 6.             | "Pax Inflamo"       | Arvid Auras    | 4:58    |  |
| 7.             | "Me Deixar"         | Arvid Auras    | 4:36    |  |
| 8.             | "Tão Perto"         | Arvid Auras    | 4:16    |  |
| 9.             | "Olhos Fechados"    | Arvid Auras    | 5:15    |  |
| 10.            | "Razão para Seguir" | Arvid Auras    | 4:50    |  |
| 11.            | "Nada Mais Além"    | Raphael Campos | 5:04    |  |
| Duração total: | Duração total:      | Duração total: | 51:06   |  |

## Ficha técnica
A seguir estão listados os músicos e técnicos envolvidos na produção de Nada Mais Além:
Banda
- Raphael Campos - vocal, teclado, guitarra, produção musical, arranjos e mixagem
- Arvid Auras - bateria
- Fi Silveira - guitarra
- Alan Wenning - baixo

Equipe técnica
- Lampadinha - masterização